# La realidad nacional
La realidad nacional es una obra del escritor peruano Víctor Andrés Belaunde. La obra fue publicada en 1931 en respuesta a los "Siete ensayos de interpretación de la realidad peruana" de José Carlos Mariátegui.

## Contexto
El libro fue publicado en el año 1931, aunque Belaunde llevaba en mente el proyecto desde años atrás. La génesis del proyecto inicia en 1912, a partir de diversos ensayos publicados por Belaunde cuando era director de La Ilustración Peruana, aunque toma forma en 1917, tras plantearse en 1914 realizar un proyecto sobre la realidad peruana y por requerimiento de  Víctor Manuel Maurtúa, por entonces director de El Perú. Sin embargo, tras publicar en El Comercio un ensayo relativo al impuesto al alcohol, el proyecto es dejado de lado por Belaunde para ejercer la labor diplomática. Tras retornar al Perú, y debido a su oposición al régimen de Augusto B. Leguía, Belaunde es encarcelado y luego desterrado. En el destierro, y a través de un ejemplar otorgado por Francisco García Calderón y por pedido de sus colegas del Mercurio Peruano para que lo someta a un análisis crítico, Belaunde lee los "Siete ensayos" de Mariátegui. De la lectura de la obra, Belaunde escribe "La realidad nacional" en París, terminándolo en noviembre de 1930. Debido a la caída del régimen de Leguía en agosto de 1930, Belaunde apresuró la realización de "La realidad nacional" agregándole a la crítica a Mariátegui reflexiones sobre el gobierno de Leguía "para formular las posibles soluciones" ante las problemáticas dejadas por el régimen.

## Estructura
El libro está dividido en dos partes:
- PARTE PRIMERA: En torno al último libro de Mariátegui
  - Las bases económicas
  - La instrucción pública
  - Regionalismo y centralismo
  - El problema religioso
  - La evolución de nuestra cultura
- PARTE SEGUNDA: Páginas de historia reciente
  - El origen de la tiranía
  - La política internacional, subordinada al empréstito
  - La gestión económica de la tiranía
  - La tiranía de Leguía en la historia de América
  - La duración de la tiranía y el esfuerzo revolucionario
  - La gran necesidad del momento
  - El problema internacional
  - El problema político
  - El problema social y el económico
  - El problema universitario
  - La necesidad de una filosofía constructiva